# Gossweilera
Gossweilera é um género botânico pertencente à família Asteraceae.